# Arachnura higginsi
Arachnura higginsi là một loài nhện trong họ Araneidae.
Loài này thuộc chi Arachnura. Arachnura higginsi được Ludwig Carl Christian Koch miêu tả năm 1872.

## Hình ảnh

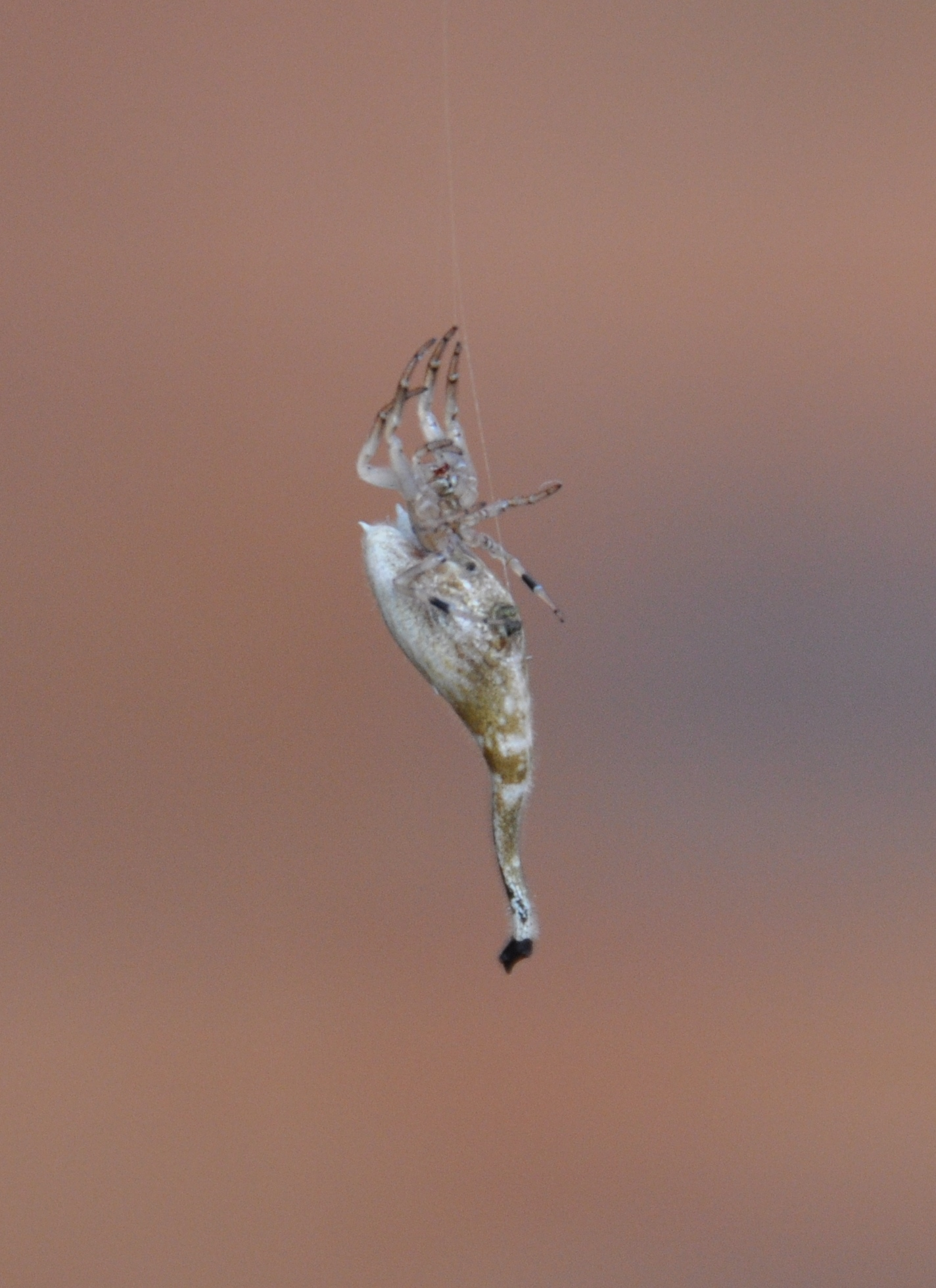
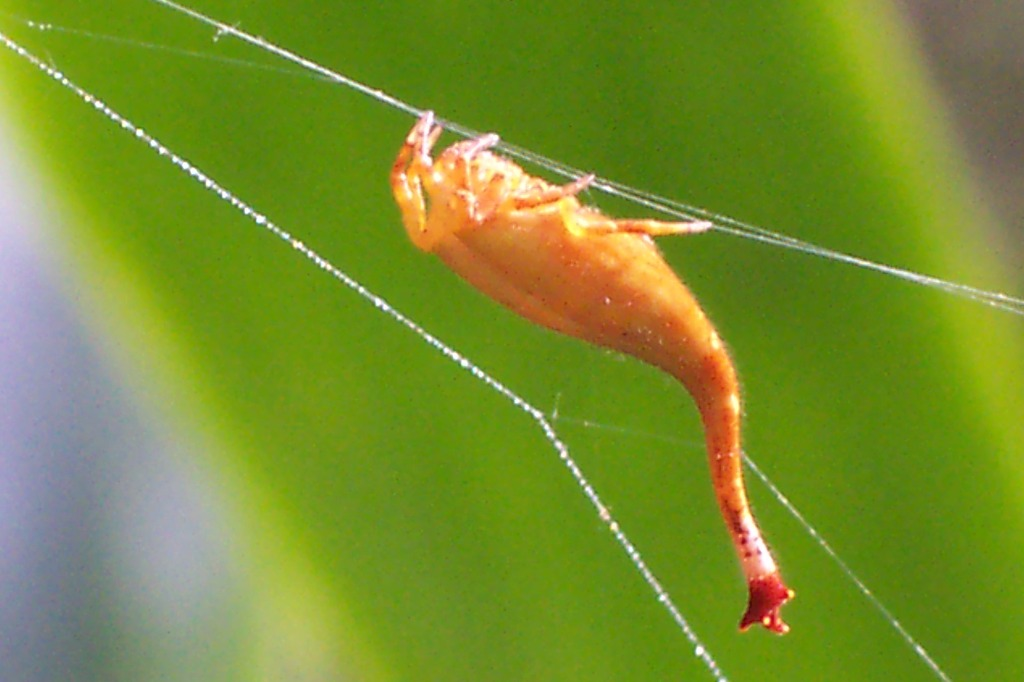
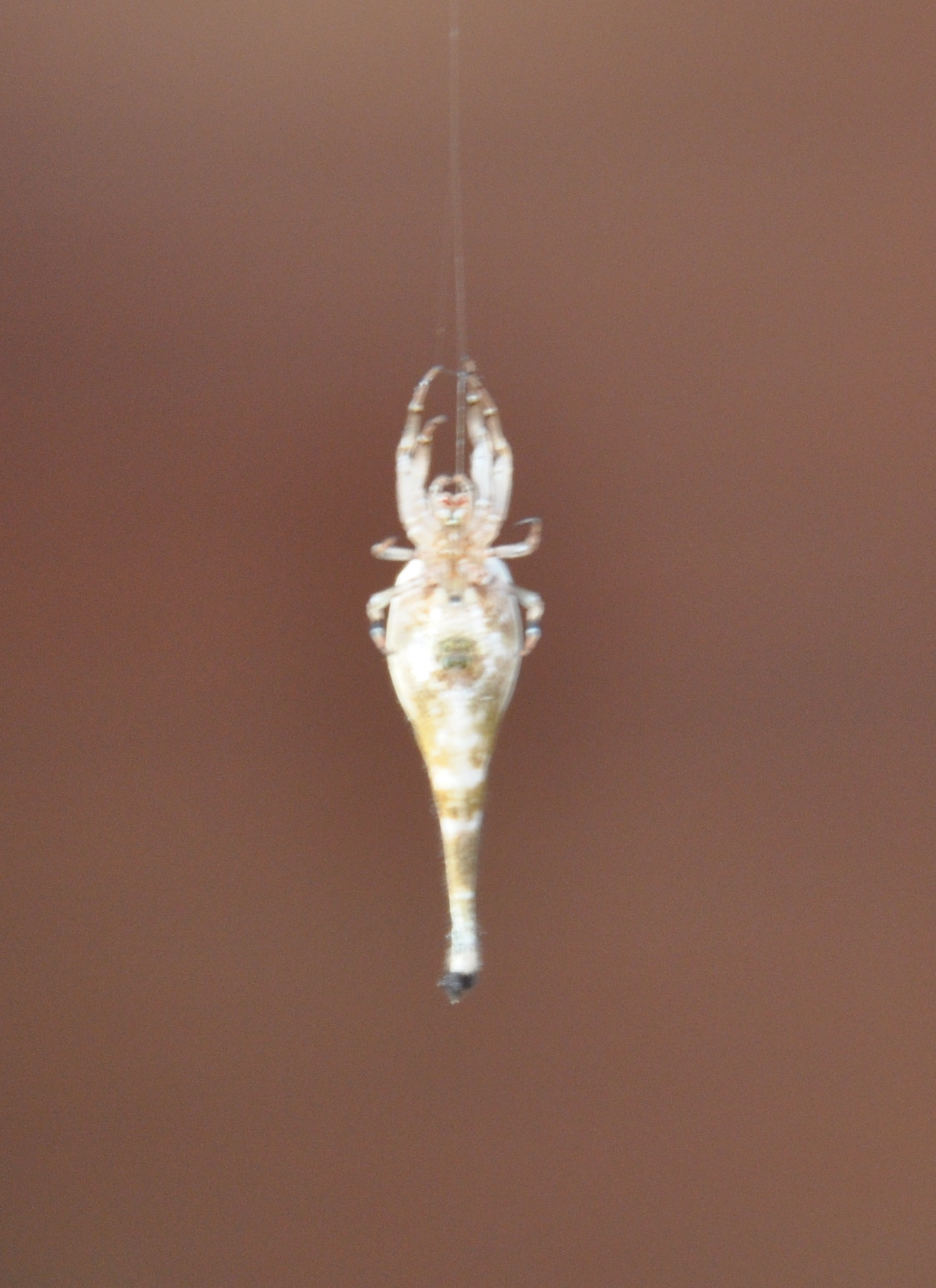
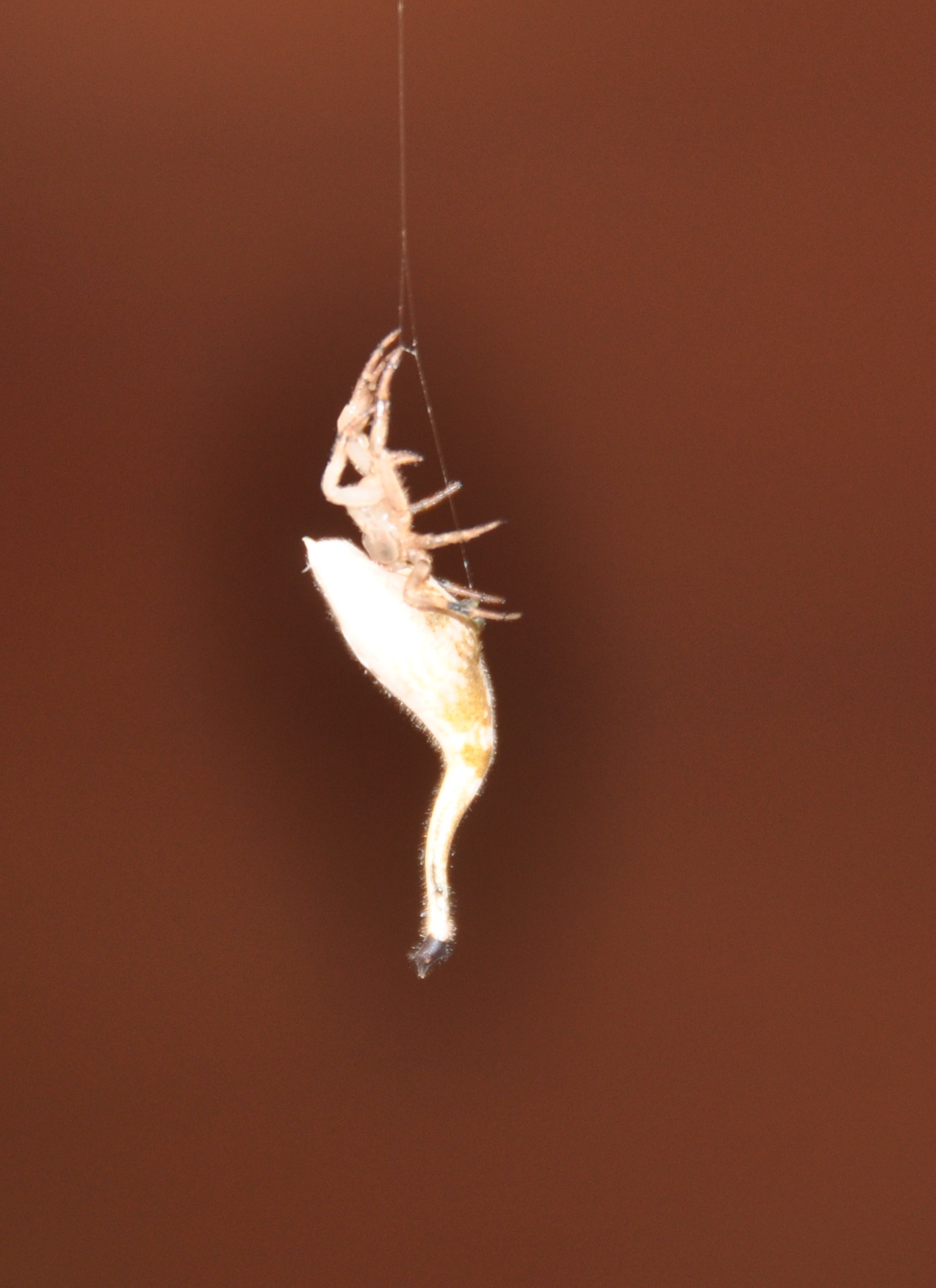